# Leubnitz (Rosenbach/Vogtl.)
Leubnitz – dzielnica gminy Rosenbach/Vogtl. w Niemczech, w kraju związkowym Saksonia, w okręgu administracyjnym Chemnitz, w powiecie Vogtland.
Do 31 grudnia 2010 samodzielna gmina, wchodząca w skład związku gmin Rosenbach.

## Współpraca
Miejscowość partnerska:
- Bergatreute, Badenia-Wirtembergia